# VIP-Avia
VIP Avia was tussen 2005 en 2008 een luchtvaartmaatschappij in Georgië met thuisbasis Tbilisi.

## Achtergrond
VIP Avia werd medio juni 2005 opgericht en richtte zich op chartervluchten. Het bedrijf werd in september 2008 voortgezet als een dienstverlener in de luchthavenafhandeling.

## Vloot
De vloot van VIP Avia bestond verifieerbaar uit een Jakovlev Jak-40 (uit 1973) met de toepasselijke registratie 4L-VIP. Deze Jakovlev was eerder van de Sovjet Aeroflot, en van 1993 tot 2005 van Georgian Airways en haar voorlopers. Het toestel staat sinds 2008 opgeslagen op de luchthaven van Tbilisi.